# Comisaría del Amazonas
La comisaría del Amazonas fue una antigua entidad territorial de Colombia que correspondía a la totalidad del hoy departamento del Amazonas, ubicado al sur de este país. La entidad fue creada por medio de la ley 96 del 17 de noviembre de 1928 (abarcando entonces tan solo el trapecio amazónico) para reafirmar el dominio colombiano sobre la región después de los tratados firmados con Perú en 1922 y Brasil en 1928. En 1931 fue elevada a la categoría de intendencia, y su territorio adquirió la configuración que actualmente posee como departamento; en 1943 fue regresada a la categoría de comisaría. Finalmente el 4 de julio de 1991 se elevó al Amazonas a la categoría de departamento.

## División territorial
Para 1968, la comisaría tenía un único municipio, Leticia (12.962 hab.), en tanto el resto del territorio estaba subdividido en corregimientos: El Encanto (750), La Chorrera (750), La Pedrera (389), Veloza Lozada (700), Tarapacá (392), Atacuarí (450), Puerto Nariño (370), Mirití-Paraná (870) y Santander (671).